# La boda de la Rachel
La boda de la Rachel (títol original en anglès Rachel Getting Married) és una pel·lícula dramàtica de 2008 dirigida per Jonathan Demme i protagonitzada per Anne Hathaway, Rosemarie DeWitt i Debra Winger.
La cinta va obrir la 65a edició del Festival Internacional de Cinema de Venècia, en què va competir pel màxim guardó del certamen, el Lleó d'Or a la millor pel·lícula. Tres dies més tard, el 6 de setembre de 2008, es va presentar en el Festival Internacional de Cinema de Toronto. Malgrat tot, no va ser fins al 3 d'octubre de 2008 que el nou treball de Jonathan Demme va poder ser vist a les sales de cinema dels Estats Units. L'estrena a Espanya va tenir lloc el 31 d'aquest mateix mes i arribà a la resta d'Europa a principis del 2009.

## Argument
Malgrat la seva joventut, Kym (Anne Hathaway) té un llarg historial de crisis personals, conflictes familiars i estances en clíniques de rehabilitació. La boda de la seva germana Rachel (Rosemarie De Witt) es presenta com l'ocasió perfecta per a tornar a la casa familiar dels Buchman i afinar les rugositats del passat. Malauradament, el que prometia ser un cap de setmana festiu amb tots els parents i amics dels nuvis, es complica quan comencen a sortir antigues tensions. Kym, amb la seva mordacitat habitual, hi contribueix formant un retrat familiar força estrany.

## Repartiment
El director de la pel·lícula, Jonathan Demme, ja feia cinc anys que tenia ganes de treballar amb Anne Hathaway des que l'havia vista rodant en el carrer entremig de la gentada. Així, quan li va arribar a les mans el guió de La boda de la Rachel, de seguida va pensar en ella per al paper de Kym. Hathaway, més tard, va comentar que des del primer moment la història de Jenny Lumet l'havia atret: "Em trobava en el meu pis de West Village (Manhattan), caminant amunt i avall des de la taula de la cuina al sofà i, d'alguna manera, em vaig trobar a terra absorbint-ne l'última pàgina".
- Anne Hathaway: Kym
- Rosemarie DeWitt: Rachel
- Bill Irwin: Paul
- Debra Winger: Abby
- Tunde Adebimpe: Sidney
- Mather Zickel: Kieran
- Anna Deavere Smith: Carol
- Anisa George: Emma
- Victoria Haynes: Victoria
- Jerome LePage: Andrew
- Carol-Jean Lewis: Mare de Sidney
- Fab 5 Freddy: ell mateix

## Producció
La història va ser escrita per Jenny Lumet, la filla del director de cinema Sidney Lumet i neta de l'actriu Lena Horne. Lumet, professora de teatre d'institut, ja havia escrit anteriorment quatre guions semblants. Aquest, però, va ser el primer a ser produït. Va ser el mateix Sidney Lumet qui va mencionar a Demme l'escrit de la seva filla. Demme, encuriosit, el va llegir i va quedar encantat amb la visió poc convencional que Jenny donava als seus personatges. Sobretot, pel seu emotiu i humanista tracte de sentiments tan universals com la veritat, el dolor i l'humor.
La pel·lícula va ser rodada a finals del 2007 a Stamford (Connecticut), seguint un estil natural i documentalista. El títol original de la cinta havia de ser Dancing with Shiva, però en l'últim moment es va canviar per La boda de la Rachel.

## Crítica
En general, els crítics van considerar que aquesta era la millor pel·lícula de Demme des de feia anys. Però, sobretot, els afalacs de la crítica van ser per als seus protagonistes, principalment, per Anne Hathaway i Debra Winger. Sobre elles dues, Peter Travers, de la revista Rolling Stone, va comentar que Anne hi feia una "interpretació de premi" i que Debra estava simplement sublim. Opinió amb la qual va coincidir Federico Mallín, del diari ABC. Segons ell, "el més gran prodigi de la cinta és la capacitat d'Anne Hathaway per a obligar-nos a estimar-la i a témer-la al mateix temps". Malauradament, el criteri general va ser que la pel·lícula no sempre estava a l'altura dels seus actors. Així, Carlos Boyero, del diari El País, va assenyalar que aquesta pel·lícula era una història d'un Jonathan Demme "en baixa forma. (...) pretén ser propera, humanista, complexa i emotiva, però, en realitat, resulta un xic sonsa i a vegades, pesada". Malgrat tot, quasi tots ells van destacar que "seria una pena perdre's La boda de la Rachel que, encara que té els seus errors, és tan persuasiva perdonant els seus personatges que hom només pot respondre de la mateixa manera, amb afecte" (A. O. Scott: The New York Times).
La boda de la Rachel va aparèixer a les llistes de les deu millors pel·lícules del 2008 de diversos crítics. Entre ells:
| - 1r - David Edelstein, New York magazine - 2n - David Denby, The New Yorker - 3r - Owen Gleiberman, Entertainment Weekly - 4t - Elizabeth Weitzman, New York Daily News - 6è - Kenneth Turan, Los Angeles Times | - 8è - Ann Hornaday, The Washington Post - 9è - A. O. Scott, The New York Times - 9è - Kyle Smith, New York Post - 9è - Peter Travers, Rolling Stone - Top 20 - Roger Ebert, Chicago Sun-Times (llista ordenada alfabèticament) |

## Premis i nominacions
La senzillesa i profunditat de La boda de la Rachel li van valer el reconeixement de la crítica internacional en diversos festivals de cinema. De tots aquests, els més destacats són els següents:
| Premi                                       | Categoria                                | Nom              | Resultat   |
| ------------------------------------------- | ---------------------------------------- | ---------------- | ---------- |
| Oscar                                       | Oscar a la millor actriu                 | Anne Hathaway    | Nominada   |
| Chicago Film Critics Association Awards     | Millor actriu                            | Anne Hathaway    | Guanyadora |
| Chicago Film Critics Association Awards     | Millor actor secundari                   | Bill Irwin       | Nominat    |
| Chicago Film Critics Association Awards     | Millor actriu secundària                 | Rosemarie DeWitt | Nominada   |
| Chicago Film Critics Association Awards     | Millor guió original                     | Jenny Lumet      | Nominada   |
| Globus d'Or                                 | Globus d'Or a la millor actriu dramàtica | Anne Hathaway    | Nominada   |
| Premis Independent Spirit                   | Millor pel·lícula                        |                  | Nominada   |
| Premis Independent Spirit                   | Millor director                          | Jonathan Demme   | Nominat    |
| Premis Independent Spirit                   | Millor guió original                     | Jenny Lumet      | Nominada   |
| Premis Independent Spirit                   | Millor actriu                            | Anne Hathaway    | Nominada   |
| Premis Independent Spirit                   | Millor actriu secundària                 | Rosemarie DeWitt | Nominada   |
| Premis Independent Spirit                   | Millor actriu secundària                 | Debra Winger     | Nominada   |
| National Board of Review Awards             | Millor actriu                            | Anne Hathaway    | Guanyadora |
| New York Film Critics Circle Awards         | Millor guió original                     | Jenny Lumet      | Guanyadora |
| Satellite Awards                            | Millor actriu secundària                 | Rosemarie DeWitt | Guanyadora |
| Satellite Awards                            | Millor actriu dramàtica                  | Anne Hathaway    | Nominada   |
| Screen Actors Guild Awards                  | Millor actriu                            | Anne Hathaway    | Nominada   |
| Festival Internacional de Cinema de Venècia | Lleó d'Or                                |                  | Nominada   |